# Walls of Prejudice
Walls of Prejudice er en britisk stumfilm fra 1920 af Charles Calvert.

## Medvirkende
- Josephine Earle som Margaret Benson
- Dallas Anderson som Patrick Benson
- Humberston Wright som Bigton
- Zoe Palmer som Madge Benson
- Cyril Smith som Karpat